# Bracon hylobii
Bracon hylobii är en stekelart som beskrevs av Julius Theodor Christian Ratzeburg 1848. Bracon hylobii ingår i släktet Bracon och familjen bracksteklar. Arten är reproducerande i Sverige. Utöver nominatformen finns också underarten B. h. bruchorum.